# Boa Nova
Boa Nova este un oraș în unitatea federativă Bahia (BA) din Brazilia.
1. ↑  Instituto Brasileiro de Geografia e Estatística, accesat în 2 martie 2019